# Џамон Гордон
Џамон Лукас Гордон (енгл. Jamon Lucas Gordon; Џексонвил, Флорида, 18. јул 1984) је бивши амерички кошаркаш. Играо је на позицијама плејмејкера и бека.

## Каријера
После дипломирања на универзитету Вирџинија, професионалну каријеру је почео у турској Анталији. Током сезоне 2008/09. наступао је за немачки Келн и за хрватски Сплит. У сезони 2009/10. је играо за Маруси, да би наредну сезону такође провео у Грчкој али у екипи Олимпијакоса. Од 2011. поново је у Турској. Једну сезону је провео у екипи Галатасараја, а по две у Анадолу Ефесу и Дарушафаки. Од јануара до марта 2017. играо је за Арис. Крајем октобра 2017. потписао је за италијанску Пистоју 2000 али је већ у децембру исте године објавио крај играчке каријере.

## Успеси

### Клупски
- Олимпијакос:
  - Куп Грчке (1): 2011.
- Галатасарај:
  - Суперкуп Турске (1): 2011.